# Conocephalus signatus
Conocephalus signatus är en insektsart som först beskrevs av Ludwig Redtenbacher 1891.  Conocephalus signatus ingår i släktet Conocephalus och familjen vårtbitare. Inga underarter finns listade i Catalogue of Life.